# Target Field
Target Field – stadion baseballowy w Minneapolis w stanie Minnesota, na którym swoje mecze rozgrywa zespół Minnesota Twins i drużyna uniwersytecka Minnesota Golden Gophers. Arena Meczu Gwiazd w 2014 roku.